# District de Pinglu
Le district de Pinglu (平鲁区 ; pinyin : Pínglǔ Qū) est une subdivision administrative de la province du Shanxi en Chine. Il est placé sous la juridiction de la ville-préfecture de Shuozhou.